# Пути Кайсар Михара
Пути Кайсар Михара (нем. Puti Kaisar-Mihara; 28 апреля 1986, Паданг, Индонезия) — австрийская фотомодель и актриса. Имеет чёрный пояс и разряд «Пендекар» (Мастер силата) IV степени. Отец пендекар Михар (индон. Mihar) — минангкабау по материнской линии.

## Фильмография
- 2016:  Tatort: Die Kunst des Krieges[7][8] — Мина Сандра Номура
- 2024: Звери[нем.]  — соседка